# 安妮·亚伦
安妮·亚伦（挪威語：Anne Jahren，1963年6月20日—），挪威女子越野滑雪运动员。她曾代表挪威参加1984年和1988年冬季奥林匹克运动会越野滑雪比赛，获得一枚金牌（1984年，4×5公里接力赛）、一枚银牌（1988年，4×5公里接力赛）和一枚铜牌（1984年，20公里）
她还在FIS北欧世界滑雪锦标赛上获得了四枚奖牌，包括一枚金牌（10公里：1987年）、两枚银牌（4×5公里接力：1985年、1987年）和一枚铜牌（4×5公里接力：1989年）。